# Cratere Wuxing
Wuxing è un cratere sulla superficie di Marte.